# Владимирский уезд (Владимирская губерния)
Влади́мирский уе́зд — административная единица Владимирского наместничества и Владимирской губернии Российской империи и РСФСР, существовавшая в 1778—1929 годах. Уездный город — Владимир.

## География
Уезд был расположен в центральной части Владимирской губернии. Граничил с Юрьевским и Суздальским уездами на севере, Ковровским на востоке, Покровским на западе и Судогодским на юге. По площади уезд занимал территорию в 2 402,5 вёрст² (2 734,1 км²). В 1926 году после ликвидации Суздальского и Судогодского уездов площадь уезда составляла 6717 км².
Располагался на части территорий современных Суздальского, Камешковского, Судогодского, Собинского и Юрьев-Польского районов Владимирской области.

## История
Владимирский уезд известен с допетровских времён. 
Владимирский уезд, как более мелкая административно-территориальная единица был образован в 1778 году в составе Владимирского наместничества (с 1796 — Владимирской губернии).
В 1924 году в состав уезда вошли оставшиеся волости упразднённого Суздальского уезда. В 1926 году к уезду присоединена часть территории расформированного Судогодского уезда.
В 1929 году уезд был расформирован, на его территории образованы Владимирский, Ставровский, Суздальский и частично Судогодский районы в составе Владимирского округа вновь образованной Ивановской Промышленной области.

## Население
По 10 ревизии в уезде проживало 127 тыс человек обоего пола вместе с уездным центром ("Список населенных мест Владимирской губернии , 1859" с. 20. )По переписи 1897 года в уезде было 160 996 жителей (76 777 мужчин и 84 219 женщин). По итогам всесоюзной переписи населения 1926 года население уезда составило 325 693 человек, из них городское — 72 864 человек.

## Административное деление
В 1890 году в состав уезда входило 28 волостей
| № п/п | Волость        | Волостное правление | Число селений | Население |
| ----- | -------------- | ------------------- | ------------- | --------- |
| 1     | Андреевская    | с. Андреевское      | 6             | 2387      |
| 2     | Бабаевская     | с. Бабаево          | 8             | 1600      |
| 3     | Боголюбовская  | с. Боголюбово       | 8             | 5898      |
| 4     | Богословская   | с. Богослово        | 23            | 6380      |
| 5     | Борисовская    | с. Борисовское      | 9             | 8583      |
| 6     | Воршинская     | с. Ворша            | 30            | 5904      |
| 7     | Давыдовская    | с. Давыдово         | 20            | 3322      |
| 8     | Жереховская    | с. Жерехово         | 13            | 2778      |
| 9     | Кочуковская    | д. Кочуково         | 13            | 2269      |
| 10    | Красносельская | с. Красное          | 5             | 2889      |
| 11    | Кузнецовская   | д. Кузнецово        | 13            | 2609      |
| 12    | Кусуновская    | с. Кусуново         | 10            | 2513      |
| 13    | Лаптевская     | с. Лаптево          | 9             | 3068      |
| 14    | Макарихинская  | д. Макариха         | 5             | 2170      |
| 15    | Михалковская   | с. Михалково        | 14            | 5029      |
| 16    | Одерихинская   | д. Одерихино        | 10            | 1239      |
| 17    | Оликовская     | с. Оликово          | 22            | 3016      |
| 18    | Патакинская    | с. Патакино         | 15            | 3078      |
| 19    | Пенкинская     | д. Пенкино          | 12            | 3890      |
| 20    | Петроковская   | с. Петроково        | 27            | 10 957    |
| 21    | Погребищенская | с. Погребищи        | 19            | 2712      |
| 22    | Подольская     | д. Подольная        | 52            | 7301      |
| 23    | Слободская     | с. Ямская Слобода   | 27            | 5948      |
| 24    | Ставровская    | с. Ставрово         | 49            | 11 832    |
| 25    | Стопинская     | д. Стопино          | 9             | 2336      |
| 26    | Ундольская     | с. Ундол            | 13            | 3108      |
| 27    | Чековская      | с. Чеково           | 17            | 9970      |
| 28    | Черкутинская   | с. Черкутино        | 38            | 5940      |

К 1898 году в составе уезда осталось 22 волости, были упразднены волости Бабаевская (вошла в состав Кузнецовской), Жереховская (в состав Ставровской), Красносельская (в состав Слободской), Кусуновская (в состав Погребищенской), Михалковская (в состав Давыдовской), Патакинская (в состав Лаптевской). Волостное правление Кузнецовской волости перенесено в село Бабаево, Одерихинской волости — в деревню Рукав.
В 1926 году после присоединения части территорий упразднённых Суздальского и Судогодского уездов и укрупнения волостей уезд делился на 17 волостей:
| - Александровская — с. Александрово - Боголюбовская — с. Боголюбово - Болдинская — д. Болдино - Борисовская — с. Борисовское - Быковская — с. Ляховицы - Владимирская — г. Владимир - Второвская — с. Второво - Мошенская — с. Мошок - Небыловская — с. Небылое | - Собинская — п. Собинка - Ставровская — с. Ставрово - Стародворская — с. Старый Двор - Судогодская — г. Судогда - Суздальская — г. Суздаль - Торчинская — с. Торчино - Улыбышевская — д. Улыбышево - Черкутинская — с. Черкутино |

## Населённые пункты
По переписи 1897 года наиболее крупные населённые пункты уезда:
| - город Владимир — 28 479 чел.; - Бумагопрядильная и ткацкая фабрика т-ва Собинской мануфактуры — 5464 чел.; - с. Ундол — 2075 чел.; - с. Порецкое — 1816 чел.; - с. Ставрово — 1683 чел.; - с. Брутово — 1502 чел.; - с. Боголюбово — 1459 чел.; - с. Красное — 1455 чел.; - с. Кишлеево — 1431 чел.; - с. Борисовское — 1430 чел.; - с. Добрынское — 1400 чел.; - Бумаго-ткацкая фабрика т-ва Лемешенской мануфактуры — 1258 чел.; - с. Лыково — 1246 чел.; - с. Новое — 1143 чел.; | - с. Доброе — 1083 чел.; - с. Гатиха — 1077 чел.; - с. Андреевское — 1048 чел.; - с. Ямская Слобода — 999 чел.; - с. Небылое — 978 чел.; - с. Черкутино — 952 чел.; - с. Ославское — 941 чел.; - с. Ельтесуново — 927 чел.; - с. Овчухи — 913 чел.; - с. Чеково — 907 чел.; - с. Второво — 894 чел.; - д. Бухолово — 879 чел.; - с. Леонтьево — 846 чел.; - с. Никульское — 818 чел.; | - с. Лемешок — 813 чел.; - с. Палашкино — 808 чел.; - с. Павловское — 802 чел.; - с. Сновицы — 799 чел.; - с. Суромна — 787 чел.; - д. Макариха — 783 чел.; - с. Старый Двор — 768 чел.; - с. Обращиха — 733 чел.; - с. Новоалександрово — 715 чел.; - с. Коверино — 710 чел.; - д. Лунёво — 669 чел.; - с. Чистуха — 656 чел.; - д. Кобелиха — 647 чел.; - с. Патакино — 616 чел.; | - с. Клементьево — 614 чел.; - с. Калитеево — 601 чел.; - с. Богослово — 585 чел.; - с. Рождествено — 572 чел.; - с. Суходол — 562 чел.; - д. Соколово — 546 чел.; - с. Лаптево — 539 чел.; - д. Рукав — 535 чел.; - д. Тереховицы — 518 чел.; - д. Козики — 518 чел.; - с. Хотенское — 516 чел.; - с. Семёновское — 513 чел.; - с. Спасское — 510 чел.; - с. Чаганово — 500 чел. |

## Экономика
Уезд принадлежал к числу малопромышленных; главное занятие жителей — хлебопашество. В 1883 году в уезде располагалось 5 фабрик (из них одна бумагопрядильная и четыре ткацких) и два красильных заведения. Одна из фабрик товарищества Собинской мануфактуры имела в 1885 году 2 тыс. чел. рабочих (из них 183 малолетних). При фабрике школа, больница и аптека. Миткалевоткацкая фабрика товарищества Лемешенской мануфактуры имела более 800 рабочих. Ставровская мануфактура Бажанова производила суровый миткаль; рабочих на ней более 700 чел. По исчислению земства в 1882 году рабочих на всех фабриках и заводах было 3415 чел.